# Piptadeniastrum
Piptadeniastrum es un género monotípico de árbol perteneciente a la familia de las fabáceas.  Su única especie: Piptadeniastrum africanum es originaria de África.

## Descripción
Es un árbol que alcanza un tamaño de hasta 50 m de alto, con base reforzada y corteza lisa, generalmente gris. Ramillas jóvenes poco oxidadas y ± densamente pubescentes, luego glabrescentes. Pinnas 10-19 pares (con 23 pares de hojas juveniles). Foliolos 30-58 parejas (61 en el follaje juvenil), lineales, ± falcados, de 3-8.5 mm de largo (a 10 mm. en hojas juveniles), 0.8-1.25 mm de ancho. Flores de color blanco amarillento, en racimos de 4-11 cm de largo. Vaina 17-36 cm de largo, 2-3.2 cm de ancho. Semillas (3 -) 5.3 a 9.5 cm de largo, 1.8-2.5 cm de ancho.

## Distribución
Se encuentran en Senegal, Sudán, Angola y Zaire.

## Nombres nativos
Mbele, Guli (Sierra Leona), Dabema (Costa de Marfil), Dahoma (Ghana), Agboin , Ekhimi (Nigeria), Mbeli (Liberia), Atui (Camerún), Tom (Guinea Ecuatorial), Toum (Gabón), N'singa (Angola), Bokungu, Likundu (Zaire) y Mpeweru (Uganda).

## Usos
El árbol sobrepasa los 15m y el metro de diámetro por lo que de él se obtienen gruesos tablones y piezas grandes. Posee albura y duramen diferenciados. Este último es pardo claro. En fresco tiene un olor desagradable que desaparece al secarse. La madera es semidura y de grano grueso. La fibra presenta una fuerte torsión. Su peso específico es 0,690.  Se sierra sin dificultad y gasta poco las sierras. Se debe secar lentamente para evitar el riesgo de deformaciones. Se mecaniza mal debido a la 'contramalla' que presenta. Se encola y clava sin problemas. Requiere tapaporos antes de barnizar o pintar. Se utiliza en carpintería de armar, sobre todo en construcciones pesadas. Su duración es buena. No le atacan los 'Lyctus'. Se impregna mal.

## Taxonomía
Piptadeniastrum africanum fue descrita por (Hook.f.) Brenan y publicado en Kew Bulletin 10(2): 179. 1955.
Sinonimia
- Piptadenia africana Hook.f. basónimo[3]